# The Queen's Justice
«The Queen's Justice» es el tercer episodio de la séptima temporada de la serie de televisión de fantasía medieval, Game of Thrones de HBO, y el 63 en general. El episodio fue escrito por los co-creadores de la serie David Benioff y D. B. Weiss, y dirigida por Mark Mylod.
En el episodio, Jon Nieve y Davos Seaworth se encuentran por primera vez con Daenerys Targaryen, para pedirle ayuda para derrotar a los Caminantes Blancos; Cersei Lannister se venga de Ellaria Arena; Sansa Stark se reencuentra con Bran Stark y Olenna Tyrell encuentra su final a manos de Jaime Lannister.
El título del episodio se refiere a Cersei exigiendo venganza, a su propia forma de justicia, tanto para las hijas de la arpía como para la Reina de las Espinas. «The Queen's Justice» recibió críticas positivas de los críticos, quienes consideraron el tan esperado encuentro entre Daenerys y Jon, el reencuentro de Sansa y Bran, la escena de cebo y cambio sobre Roca Casterly y Altojardín, y los destinos finales de Olenna y Ellaria como aspectos destacados del episodio. En los Estados Unidos, logró una audiencia de 9.25 millones en su emisión inicial. También la actriz Diana Rigg logró una nominación en los 70.ª edición de los premios Primetime Creative Arts Emmy a la mejor actriz invitada en serie dramática.
Este episodio marca la aparición final de las actrices principales Diana Rigg (Olenna Tyrell) y Indira Varma (Ellaria Arena), además de la última aparición de la actriz secundaria desde la quinta temporada, Rosabell Laurenti Sellers (Tyene Arena).

## Argumento

### En Rocadragón
Jon Nieve (Kit Harington) y Davos Seaworth (Liam Cunningham) llegan a Rocadragón con sus soldados. Tyrion Lannister (Peter Dinklage) y Missandei (Nathalie Emmanuel) se encuentran con ellos y toman sus armas y su flota. Daenerys Targaryen (Emilia Clarke) se ofrece para hacer a Jon Guardián del Norte si se arrodilla ante ella, pero Jon se niega. Están de acuerdo en que Daenerys no es responsable por los crímenes de su padre, pero ella niega la afirmación de Jon de que no debe ser sostenido por el juramento de sus antepasados al de ella. Jon le explica la amenaza de los Caminantes Blancos y los gigantes, pero Daenerys quiere reclamar el Trono de Hierro antes de considerar otras amenazas. Jon detiene a Davos antes de que este revele su resurrección. Daenerys finaliza la reunión para recibir noticias de Varys (Conleth Hill) de que Euron Greyjoy ha derrotado a Yara. Jon se ve obligado a permanecer en Rocadragón como casi un prisionero. Tyrion desalienta el deseo de Daenerys de quemar los barcos de Euron con sus dragones, lo que requeriría que los acompañara.
Varys le pregunta a Melisandre (Carice van Houten) por qué se esconde de Jon; ella admite que se separaron en malos términos debido a sus errores. Ella planea regresar a Volantis, y Varys la incita de quedarse en el extranjero para siempre, pero Melisandre predice que ambos morirán en Poniente.
Hablando con Jon en privado, Tyrion admite que la voluntad de Jon de reunirse con Daenerys lo convenció de que los Caminantes Blancos son reales. Tyrion explica que los seguidores de Daenerys son leales porque ella se dedica a proteger a los demás de las amenazas, y le pregunta a Jon si tiene alguna solicitud de asistencia que Daenerys pueda encontrar razonable. Tyrion transmite el mensaje de Jon sobre la cueva de vidriagón en Rocadragón; Daenerys sigue la recomendación de Tyrion de aceptar como un gesto de buena voluntad. Daenerys más tarde se reúne con Jon en privado y le informa su decisión.

### En el Mar Estrecho
Uno de los pocos barcos que quedan de la flota de Yara Greyjoy pesca a bordo a Theon Greyjoy (Alfie Allen). La Flota de Hierro no cree en que Theon haya intentado rescatar a Yara de Euron.

### En Desembarco del Rey
Euron Greyjoy (Pilou Asbæk) desfila a sus cautivas Ellaria Arena (Indira Varma), Tyene Arena (Rosabell Laurenti Sellers) y Yara Greyjoy (Gemma Whelan) a través de la multitud de las calles de Desembarco del Rey. Presenta a las Arena como un regalo para Cersei Lannister (Lena Headey), quien acepta su alianza militar y le promete matrimonio cuando ganen la guerra. En una celda, Cersei besa a Tyene con el mismo veneno que Ellaria mató a Myrcella Baratheon, y le dice a Ellaria que la mantendrán viva para ver morir y descomponerse a su hija. Cersei tiene relaciones sexuales con Jaime Lannister (Nikolaj Coster-Waldau) y, deleitándose con su autoridad, hace alarde de su intimidad en vista de los sirvientes. Tycho Nestoris (Mark Gatiss), del Banco de Hierro, viene a cobrar el reembolso de los préstamos a los Lannister. Cersei denigra a Daenerys como una posible inversión y asegura que en una quincena pagarán sus deudas.

### En Invernalia
Sansa Stark (Sophie Turner) maneja de manera competente Invernalia, preparándolo como un refugio de emergencia para todos los norteños. Meñique (Aidan Gillen) aconseja a Sansa que pelee todas las batallas mentalmente y, por lo tanto, nunca esté desprevenida. Bran Stark (Isaac Hempstead-Wright) y Meera Reed (Ellie Kendrick) llegan, y Sansa se reúne con su hermano.
En Bosque de Dioses, Sansa se confunde con la revelación de Bran de que él es el Cuervo de Tres Ojos, y le preocupa su conocimiento específico del sufrimiento que tuvo.

### En Antigua
El Archimaestro Ebrose (Jim Broadbent) revisa a Jorah Mormont (Iain Glen) y le dice que está sanado de su enfermedad y lo libera. Jorah planea regresar con Daenerys. Samwell Tarly (John Bradley) admite que utilizó el tratamiento prohibido; Ebrose lo elogia por su habilidad, pero castiga su desobediencia con la tarea de copiar una gran cantidad de documentos antiguos.

### En Roca Casterly
Los Inmaculados se infiltran en Roca Casterly a través de las alcantarillas que Tyrion diseñó. Toman el castillo, encontrando muchos menos defensores de lo esperado. La Flota de Hierro de Euron Greyjoy llega y destruye los barcos de Daenerys, atrapando a Gusano Gris (Jacob Anderson) y su ejército.

### En Altojardín
Jaime Lannister, Randyll Tarly (James Faulkner) y sus ejércitos toman Altojardín, habiendo abandonado Roca Casterly para engañar a Daenerys para que comprometa a sus fuerzas a una posición estratégicamente inútil. Jaime le concede a Olenna Tyrell (Diana Rigg) la misericordia de una muerte rápida e indolora con veneno, sobre los planes originales de Cersei para ejecutarla. Después de beber vino envenenado, Olenna confiesa haber matado a Joffrey Baratheon y le pide a Jaime que se lo cuente a Cersei. Enfurecido, Jaime deja a Olenna que muera sola.

## Producción
"La Justicia de la Reina" fue escrito por los creadores de la serie, David Benioff y D. B. Weiss, y dirigido por Mark Mylod, su segundo de dos episodios para esta temporada. Mylod se unió a la serie como director en la quinta temporada, trabajando para "Gorrión Supremo" e "Hijos de la Arpía".

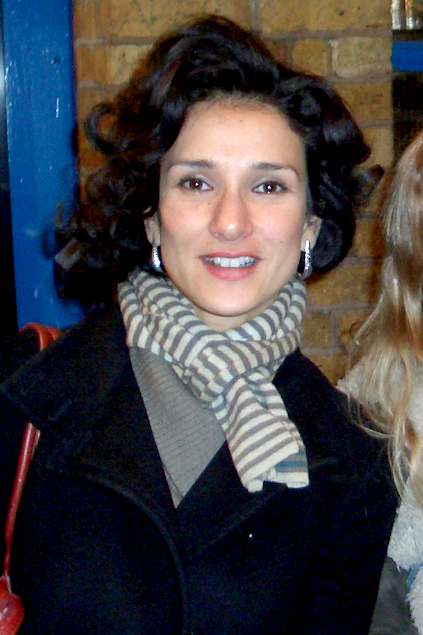
Indira Varma realizó su última aparición en la serie como Ellaria Arena

El episodio fue el final para la actriz Indira Varma, que interpretó a Ellaria Arena desde la cuarta temporada. "La Justicia de la Reina" también fue el último episodio para los miembros del elenco recurrente Diana Rigg y Rosabell Laurenti Sellers, ya que Olenna Tyrell y Tyene Arena fueron asesinadas. El episodio contó con el regreso de Mark Gatiss como Tycho Nestoris, quien fue visto por última vez en la quinta temporada en "La danza de dragones".
Kit Harington habló sobre la escena que filmó con Peter Dinklage en España y dijo: "era un lugar hermoso con vientos de 50 mph y llevaba una capa al lado de un acantilado, ¡hubo peligro de que me volaran! No estoy seguro que es la forma en la que me hubiera querido ir".
La última escena de Indira Varma y Rosabell Laurenti Sellers fue técnicamente difícil para las actrices, porque estaban encadenadas. Los grilletes estaban alineados pero apretados, y Varma y Sellers terminaron "mogulladas y golpeadas" debido a la intensidad física de su actuación. Varma tuvo que ser cortada de los grilletes la final de la grabación.

## Recepción

### Audiencia
El episodio fue visto por un total de 9.25 millones de espectadores en su primera emisión por HBO, que fue ligeramente menor a la audiencia de la semana pasada.

### Crítica
"La justicia de la Reina" recibió críticas positivas de los críticos. En Rotten Tomatoes, el 90% de las revisiones fueron positivas, con un promedio de 7.9/10. El consenso del sitio web dijo "el episodio vio la tan esperada reunión entre Jon Snow y Daenerys Targaryen, pero tenían sorpresas mucho más grandes antes de su impactante final".
Matt Fowler, de IGN, describió el episodio como "increíble", y dijo que "La justicia de la Reina hizo justicia a la tan esperada reunión de Jon y Daenerys. Con un guion diabólicamente bueno y algo de acción puntual, este episodio contenía una tonelada de escenas largas, pero no gordas. Esto fue excelente". Le dio al episodio un 9.5/10. Shane Ryan, de Paste Magazine, escribió: "fue, de lejos, el mejor episodio de la temporada. Siempre he sostenido que el programa funciona mejor cuando empuja el drama y la narrativa a través de escenas de dos personas. En 'La Justicia de la Reina' fueron fenomenales". Glen Weldon de NPR también elogió el episodio y la actuación de Diana Rigg, escribiendo "es una manera increíble de salir, pero un personaje como Olenna, y una actriz como Rigg, que siempre te deja ver el peligro detrás de esos ojos, no merecía nada menos".